# Honschaft Paffrath

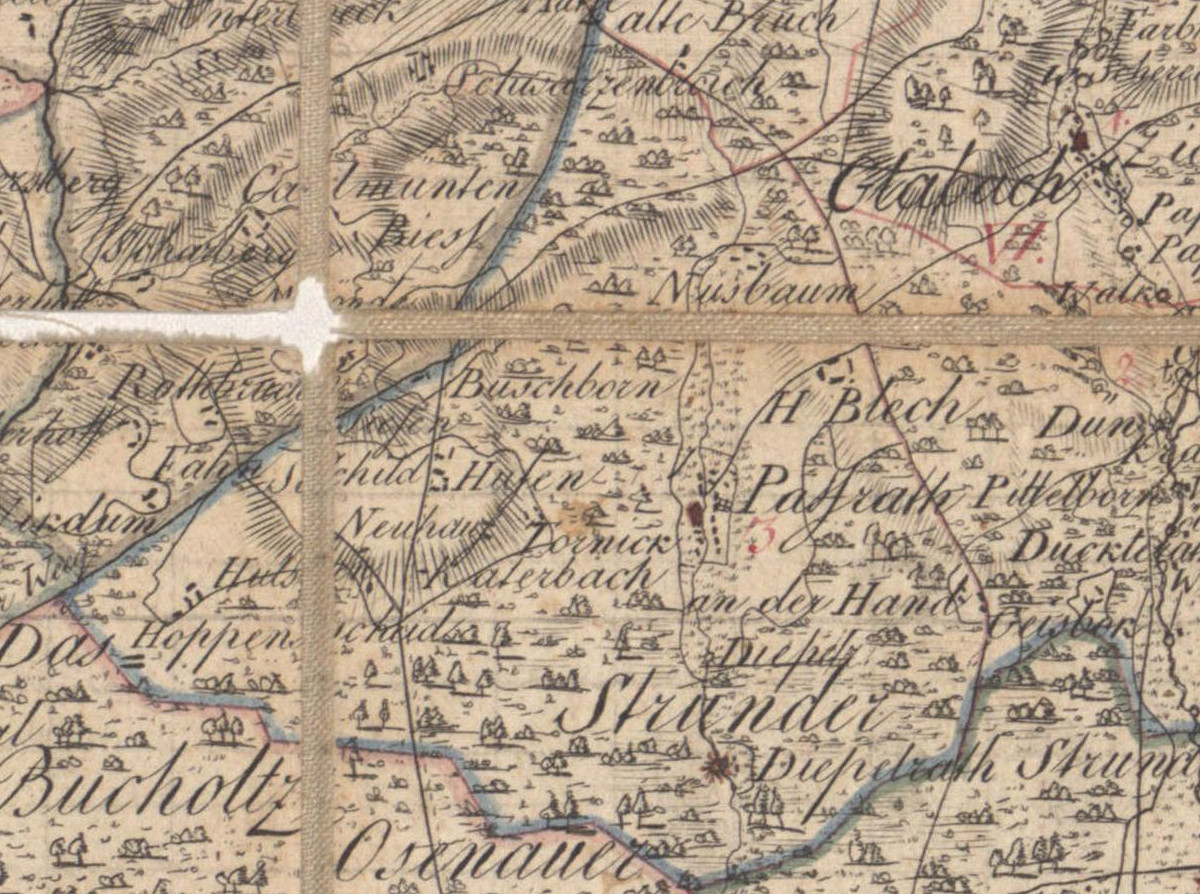
Auszug aus der Karte von Wiebeking 1789 (Honschaft Paffrath). Oben ist Osten.

Die Honschaft Paffrath oder auch Honschaft Unterpaffrath war vom Mittelalter in das 19. Jahrhundert hinein eine von zwei Honschaften im Kirchspiel Paffrath im Amt Porz im Herzogtum Berg.

## Lage und Beschreibung
Aus der Charte des Herzogthums Berg 1789 von Carl Friedrich von Wiebeking geht hervor, dass das Kirchdorf Paffrath Titularort der Honschaft und des Kirchspiels war. Die Honschaft war dem Botenamt Gladbach zugeordnet und hatte ein eigenes Gericht. In der Wiebekingschen Karte von 1789 sind die Grenzen der Honschaft Paffrath dargestellt; es entspricht in etwa der heutigen Gemarkung Paffrath ohne die durch die Kommunalreform 1975 hinzugekommenen Flurstücke 24 bis 29, die zu Odenthal gehörten. 
Zur Honschaft gehörten seinerzeit die Wohnplätze Haus Blegge, Diepeschrath, Geisbock, Hand, Hoppersheide, Hufe, Hülsen, Katterbach, Neuenhaus, Nußbaum, Paffrath, Siefen und Torringen.
Im Jahr 1797 wurden für die Honschaft 641 Einwohner, 134 Feuerstätten, 492 bergische Morgen Ackerland, 75 berg. Morgen Wiesen, 403 berg. Morgen Wald, sowie drei Pferde und 265 Ochsen und Kühe verzeichnet.
Unter der französischen Verwaltung zwischen 1806 und 1813 wurde das Amt Porz aufgelöst und Paffrath wurde politisch der Mairie Gladbach im Kanton Bensberg im Arrondissement Mülheim am Rhein zugeordnet. 1816 wandelten die Preußen die Mairie zur Bürgermeisterei Gladbach im Kreis Mülheim am Rhein.

## Geschichte
Der Ursprung des Kirchspiels Paffrath und seiner Honschaften ist nicht zweifelsfrei geklärt. Eine erste urkundliche Erwähnung von Paffrath  stammt aus dem Jahr 1160, woraus sich ergibt, dass Graf Adolf II. von Berg Vogt der Grundherrschaft des Kölner Domstifts in Paffrath war. Lothar Speer schließt aus der Urkunde, dass die Rodung vor 1118 geschah. Anton Jux wiederum geht von einer ersten Besiedlung vor dem Jahre 1000 aus, in der ripuarische oder fränkische Herrscher den Paffrather Fronhof errichten ließen. Er war die Keimzelle eines Gerichts- und Pfarrbezirks, dem Kirchspiel Paffrath. Später kam Fronhof und Kirche in den Besitz des Domkapitels. Dabei verblieben dem Landesherren eine Reihe von Rechten vorbehalten, Die Gerichtsbarkeit in Unterpaffrath, der Honschaft Paffrath verbleibt im Paffrather Fronhof, während Oberpaffrath, die spätere Honschaft Combüchen, eine eigene Gerichtsbarkeit im königlichen Hebborner Hof erhielt.

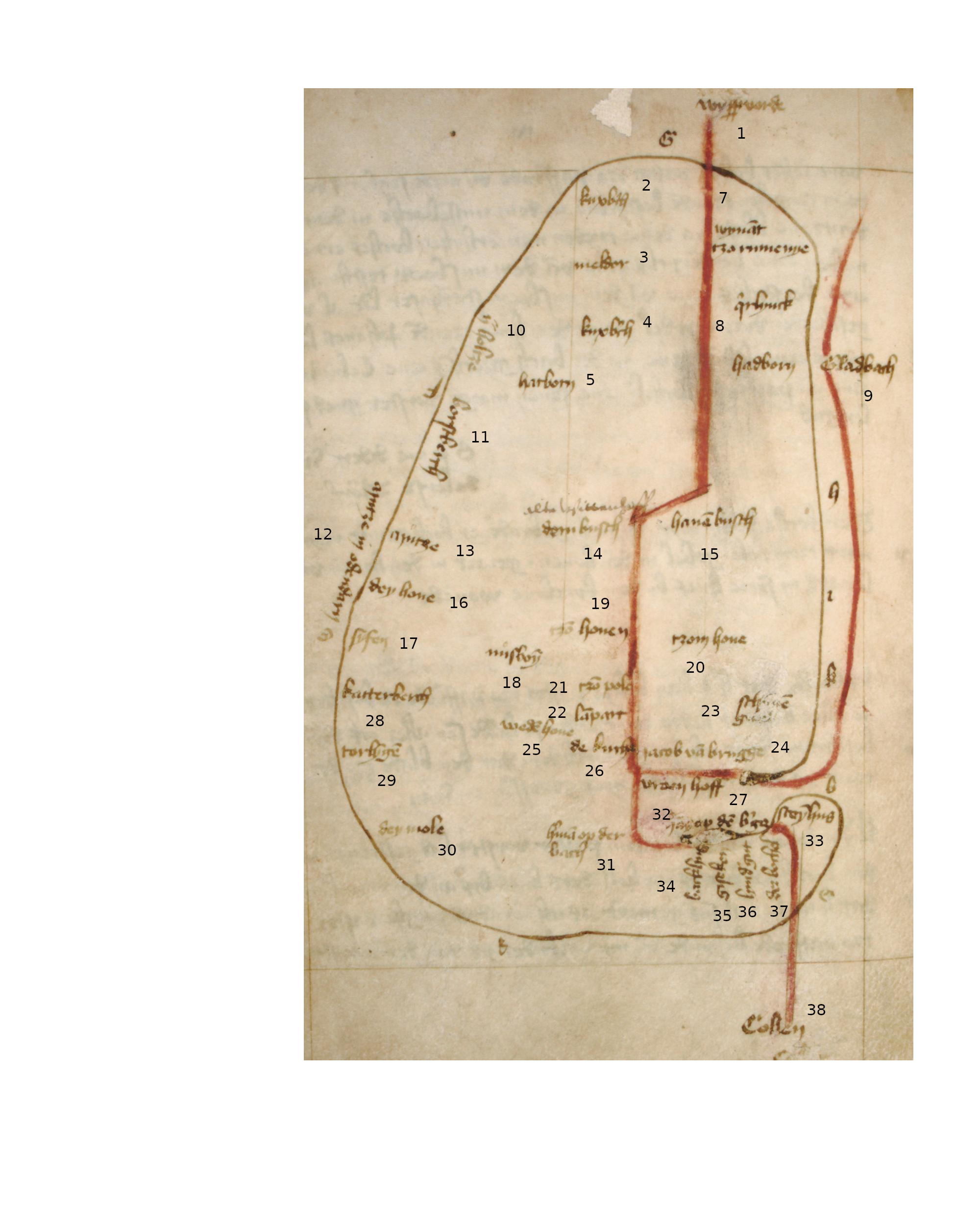
Skizze aus dem roten Messbuch

Das rote Messbuch zu Paffrath enthält eine Skizze des Paffrather Pfarrbezirks in der Mitte des 15. Jahrhunderts. Man erkennt darin den alten Heerweg von Köln (Ziffer 38) nach Wipperfürth (1). Die abgebildeten Wohnplätze sind Kuckelberg (2, 4), Meldor (3), Hebborn (5, 8), Romaney (6), Siefen (7),  Holz (heute Unter- und Oberholz) (10), Boschbach (11), Mutzbroich (12), Mutz (13), alter Wiedenhof (14), Hannenbusch (15), Hufer Hof (16), Siefen (17), Nußbaum (18), Höffen (19), Jägerhof (?,20), Pohl (21), Lampart (22). Schynnen Gut (23), Jacob v. Brugge (24), Wiedenhof (25), Burg (26), Fronhof (27), Katterbach (28), Torringen (29), Paffrather Mühle (30), Bachgut (31), Hans op dem Berge (32), Steinhaus (33), Backhaus (34), Giseken (35),  Linden Gut (36) und Bücheler Gut (37).